# Fally Ipupa

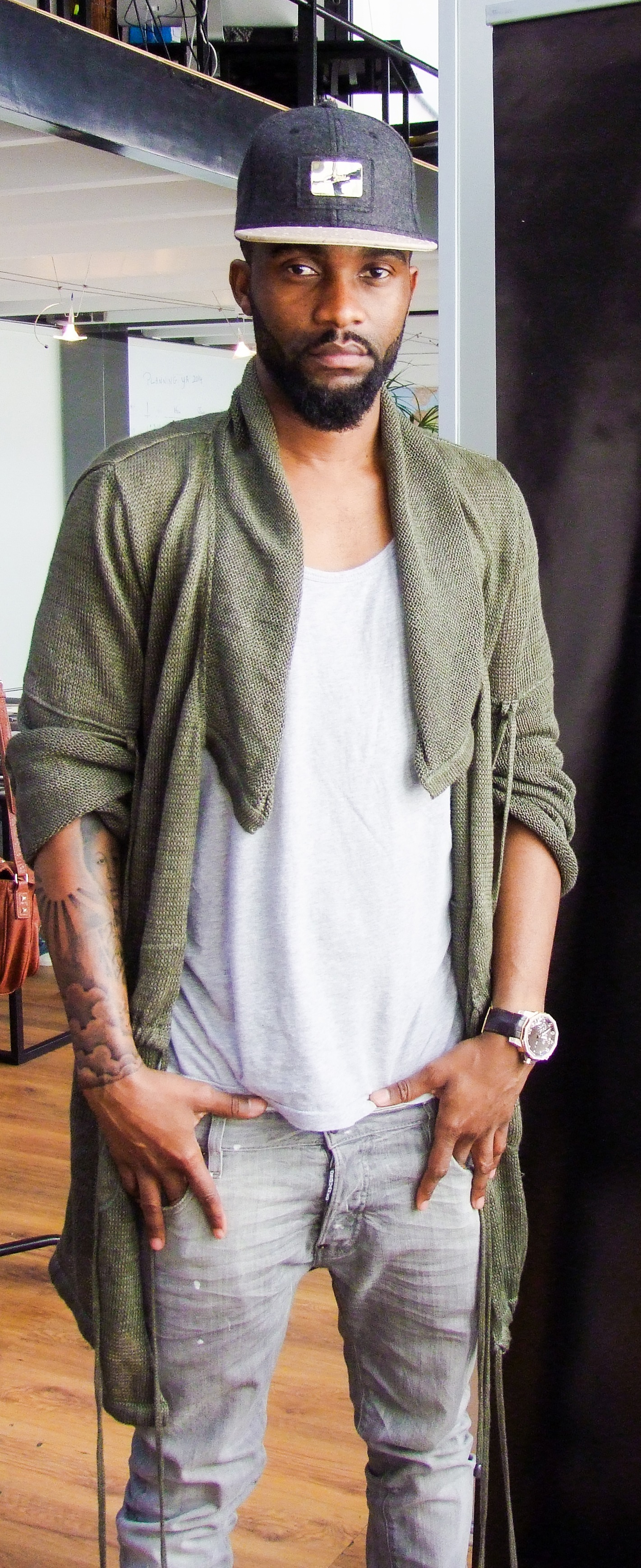
Fally Ipupa (2014)

Fally Ipupa Nsimba (* 14. Dezember 1977 in Kinshasa) ist ein kongolesischer Sänger, Tänzer und Musikproduzent. Er trat zunächst als Mitglied der Band Quartier Latin International von Koffi Olomide in Erscheinung und startete 2006 eine erfolgreiche Solokarriere.

## Leben
Fally Ipupa Nsimba wuchs in einer musikalischen, katholischen Familie auf und sang in einem Kirchenchor. Er wirkte in vielen kleineren Musikorchestern mit, bevor er die Aufmerksamkeit von Koffi Olomide, einem der bedeutendsten kongolesischen Musiker, erregte. Als er die Gruppe „New City“ verließ, trat er der Gruppe „Latent Talent“ bei, um dann unter Olomides Führung Mitglied der Gruppe Quartier Latin International zu werden.

## Quartier Latin International
Im Jahr 1999 trat er in die Gruppe Quartier Latin International ein, die von Koffi Olomide geführt wurde. Kurz darauf wurde er dank seines Talents Leiter von Quartier Latin International. Ipupa gewann immer mehr an Beliebtheit und bewies sich im Tanz und Gesang. Trotz seines Erfolges innerhalb der Gruppe verließ Ipupa die Gruppe, um eine Solokarriere anzustreben.

## Solokarriere
Im Jahr 2006 veröffentlichte Ipupa sein Soloalbum Droit Chemin, das von David Monsoh, dem Gründer von Obouo Music, produziert wurde.
2007 gewann Ipupa den Kora Awards for Best Artist or Group from Central Africa. Sein zweites Album, Arsenal de Belles Melodies (A2BM) erschien im Jahr 2009. 2010 wurde er für Sexy Dance mit dem MTV Africa Music Awards 2010 for Best Video ausgezeichnet. Er gewann außerdem den Urban Awards for Best African Artist. Ipupa wurde als Best Live Act bei den MTV Africa Music Awards 2014 nominiert. Seinen Durchbruch erzielte er mit dem Lied Chaise Electrique in Zusammenarbeit mit der Sängerin Olivia.
Im April 2013 unterschrieb Ipupa einen Vertrag für drei Alben mit Preston Makunga und Universal (Label AZ), einem der größten Plattenunternehmen der Welt. David Monsoh, der zu dieser Zeit noch Ipupas Produzent war, gab an, dass Ipupa diesen Vertrag mit Universal ohne sein Wissen und sein Einverständnis und trotz eines noch bestehenden Vertrages unterschrieben habe.

## Kontroversen
Ipupa gilt als nahestehend zu Félix Tshisekedi, dem Präsidenten der Demokratischen Republik Kongo. Als er am 28. Februar 2020 ein Konzert in Paris geben wollte, kam es zu massiven Protesten von Oppositionsaktivisten rund um den Gare-de-Lyon.

## Diskografie

### Alben
- 2006: Droit Chemin
- 2008: Naza Cot'Oyo (Spot Skol BRACONGO)
- 2009: Arsenal beautiful melodies
- 2013: Power „Kosa Leka“

| Jahr | Titel      | Höchstplatzierung, Gesamtwochen, AuszeichnungChartplatzierungen (Jahr, Titel, Platzierungen, Wochen, Auszeichnungen, Anmerkungen) | Höchstplatzierung, Gesamtwochen, AuszeichnungChartplatzierungen (Jahr, Titel, Platzierungen, Wochen, Auszeichnungen, Anmerkungen) | Anmerkungen                             |
| Jahr | Titel      | FR | BEW | Anmerkungen                             |
| ---- | ---------- | --- | --- | --------------------------------------- |
| 2017 | Tokooos    | FR28 Gold · (23 Wo.)FR | BEW21 (19 Wo.)BEW | Erstveröffentlichung: 7. Juli 2017      |
| 2018 | Control    | FR74 (2 Wo.)FR | BEW58 (1 Wo.)BEW | Erstveröffentlichung: 2. November 2018  |
| 2020 | Tokooos II | FR80 (15 Wo.)FR | BEW58 (25 Wo.)BEW | Erstveröffentlichung: 18. Dezember 2020 |
| 2022 | Formule 7  | FR85 (7 Wo.)FR | BEW134 (8 Wo.)BEW | Erstveröffentlichung: 16. Dezember 2022 |

### Singles
| Jahr | Titel Album       | Höchstplatzierung, Gesamtwochen, AuszeichnungChartplatzierungen (Jahr, Titel, Album, Platzierungen, Wochen, Auszeichnungen, Anmerkungen) | Höchstplatzierung, Gesamtwochen, AuszeichnungChartplatzierungen (Jahr, Titel, Album, Platzierungen, Wochen, Auszeichnungen, Anmerkungen) | Anmerkungen                                            |
| Jahr | Titel Album       | FR | BEW | Anmerkungen                                            |
| ---- | ----------------- | --- | --- | ------------------------------------------------------ |
| 2016 | Kiname Tokooos    | FR10 Gold · (19 Wo.)FR | BEW38 (1 Wo.)BEW | Erstveröffentlichung: 7. Dezember 2016 feat. Booba     |
| 2017 | Bad Boy Tokooos   | FR69 Platin · (18 Wo.)FR | — | Erstveröffentlichung: 16. Juni 2017 feat. Aya Nakamura |
| 2020 | Likolo Tokooos II | FR162 (1 Wo.)FR | — | Erstveröffentlichung: 27. November 2020 feat. Ninho    |

Weitere Singles
- 2011: French Kiss
- 2014: Original

### Gastbeiträge
| Jahr | Titel Album                                             | Höchstplatzierung, Gesamtwochen, AuszeichnungChartplatzierungen (Jahr, Titel, Album, Platzierungen, Wochen, Auszeichnungen, Anmerkungen) | Höchstplatzierung, Gesamtwochen, AuszeichnungChartplatzierungen (Jahr, Titel, Album, Platzierungen, Wochen, Auszeichnungen, Anmerkungen) | Anmerkungen |
| Jahr | Titel Album                                             | FR | BEW | Anmerkungen |
| --- | ------------------------------------------------------- | --- | --- | --- |
| 2025 | Grand soleil –                                          | FR56 (… Wo.)FR | — | Erstveröffentlichung: 14. März 2025 Damso feat. Various Artists; Benefizsingle für die Anti-AIDS-Veranstaltung Sidaction |
| Folgende Lieder erschienen nicht als Single, wurden aber durch das Album zum Download und Streaming bereitgestellt und konnten somit eine Platzierung erlangen: |                                                         | | | |
| |                                                         | | | |
| 2016 | Ma vie MHD                                              | FR145 (1 Wo.)FR | — | MHD feat. Fally Ipupa |
| 2018 | Trouvez-la moi Gentleman 2.0                            | FR38 Platin · (9 Wo.)FR | — | Dadju feat. Keblack und Fally Ipupa                                                                                      |
| 2019 | À Kinshasa Destin                                       | FR11 Diamant · (29 Wo.)FR | — | Ninho feat. Fally Ipupa                                                                                                  |
| 2021 | Suis-moi Fleur froide – Second état: la cristallisation | FR61 (2 Wo.)FR | — | Tayc feat. Fally Ipupa                                                                                                   |
| 2024 | Selele Apocalypse                                       | FR33 (1 Wo.)FR | — | Gazo feat. Fally Ipupa                                                                                                   |

### Zusammenarbeiten
- 2007: Droit Chemin (Remix) (feat. Krys)
- 2007: Viens On Va Danser (feat. Mokobé and Princess Lover)
- 2007: Malembé (feat. Mokobé)
- 2008: Orthotanasie (feat. Celeo Scram)
- 2009: Chaise Electrique (feat. Olivia Longott)
- 2009: Noir Blanc (feat. Barbara Kanam)
- 2009: Sexy Dance (feat. Krys)
- 2009: Bye Bye (feat. Teeyah)
- 2010: Lucille Kremer (feat. Francis Lalanne)
- 2010: Jungle Remix (feat. DJ Arafat)
- 2010: Jukpa Remix (feat. Jeff Martins)
- 2010: Tshobo (feat. Meje 30)
- 2010: Hands Across the world One8 Project
- 2010: Merci Maman (feat. Inoss’B)
- 2010: Nakozonga (feat. Lokua Kanza)
- 2011: Pesa Nga Valeur Na Nga (feat. Jean Goubald)
- 2011: Papa Kele (feat. Jeff Martins)
- 2012: Kobosana Te. (feat. Lynnsha)
- 2012: Dangerous (feat. JK)
- 2012: La Vie Sans Toi (feat. Loo Grant)
- 2012: J’attend Mon Heure (feat. K.ommando Toxik und Roldan Orishas)
- 2012: Kwarikwa Remix (feat. Flavour)
- 2013: Mema Nga (feat. Leila Chicot)
- 2013: We The Best (feat. D’Banj)
- 2013: Full Option (feat. Bisso na Bisso Passi)
- 2013: I Like The Way You Move (feat. D-Black)
- 2013: C’Est Juste Toi Et Moi (feat. Pauline Maserati)
- 2013: Kitoko (feat. Youssoupha)
- 2013: A Little Sun (feat. Cano, Patience & Dabany Jacob Desvarieux)
- 2013: Sweet Life (La Vie Est Belle) Remix (feat. Bigg masta G (Muana Mboka))
- 2013: Dance Floor (feat. Ce’Cile)
- 2014: Dance Ensemble (feat. Black Mesrimes)
- 2014: Coco Chocolate na (One Agric)
- 2014: Famille (feat. Lokua Kanza)
- 2014: Ndoki Remix (feat. Bigg masta G (Muana Mboka))
- 2014: Diaspora Woman (feat. 2Face Idibia)
- 2014: We Will Not Go (feat. Salif Keita und Youssou Ndour; aus dem Original Motion Picture Virunga)
- 2015: Libre Parcours (Album mit seiner Band F-Victeam Produziert von Preston Makunga)

## Auszeichnungen
- Trophée des Arts Afro-Caribbean
- Zweimal Black music awards for male artist of the year
- Best clip in Benin
- Male Artist of the Year in Côte d’Ivoire
- Named to International Reggae and World Music Awards: Best Soukous Entertainer
- award for best artist of the Central African Kora Awards
- Best Male Artist at African Césaire
- Drei Mal Ndule Awards 2010 in the DRC („Best Album“, „Best Video“ and „Best Song“)
- „Golden Microphone“, „Best Artist Central Africa“ to Soundcity Music Video Awards (SMVA 2010)
- Best Francophone Artist and Best Music Video: „Sexy Dance“
- Nominiert für MTV Europe Music Awards 2011
- Nominiert für BET Awards 2011 [Best International]
- 4 trophies to Moamas Awards
- 2 Awards 2011 Okapi in DRC
- Nostalgies Music Awards 2012
- Urban Music Awards in 2013.
- Afrimma Best Artist Central Africa
- Nominiert für BET Awards 2015 [Best International]